# Birger Lange
Johannes Jakob Birger Lange, född 22 december 1870 i Linneryds församling, Kronobergs län, död 15 januari 1935 i Hassela församling, Gävleborgs län, var en svensk präst.
Lange, som var son till kyrkoherde Lars Johan Lange och Selma Gustava Broms, blev efter studier i Växjö student vid Uppsala universitet 1890, avlade teologisk-filosofisk examen 1897, samt blev teologie kandidat, avlade praktisk teologiska prov och prästvigdes 1907. Han var komminister i Ekeby församling 1908, tillförordnad komminister i Knutby församling 1909–1911, blev komminister i Enköpings församling 1912, kyrkoherde i Hassela församling 1919, tillförordnad kontraktsprost i Nordanstigs kontrakt 1922 och ordinarie 1924.